# John Quist
John Gustaf Quist, född 16 januari 1894 i Stockholm, död 20 juni 1950 i Örgryte församling, Göteborg, var en svensk apotekare.
John Quist var son till kaféidkaren Johan Fredrik Quist. Efter studentexamen i Skara 1913 avlade han farmacie kandidatexamen 1917 och apotekarexamen 1921. Han var anställd vid apoteket Svalan i Halmstad, 1921–1925, apotek i Trelleborg 1925–1931 och vid apoteket Sankt Sigfrid i Växjö 1931–1935. 1935–1945 var han ombudsman, sekreterare och kassaförvaltare i Sveriges farmacevtförbund samt redaktör för dess organ Farmacevtisk revy. Från 1945 var han innehavare av apoteket Duvan i Göteborg. Bland hans många uppdrag märks, att han var ledamot av Sveriges farmacevtförbunds centralstyrelse 1931–1935 och av apotekens löne- och skiljenämnd 1935–1938 samt delegerad i farmaceutiska federationen 1934–1935. Ha var svensk representant i Nordisk farmacevtunion 1935–1944 och sekreterare där 1938–1944. Quist behandlade i sin omfattande produktion av skrifter bland annat apoteksväsendet i Spanien, Kina och Ryssland, medicinalväxterna Mandragora och Solörtsläktet samt utbildningsfrågor och kårsociala frågor som De farmacevtiska studierna (1925), Apotekaryrkets rekrytering (1927) och Lönekassa och personalreglering (1929). Av hans övriga skrifter märks Sveriges militära apoteksväsende (1938) samt Apoteken och folkhälsan (1939).